# Control moviment fotogràfic

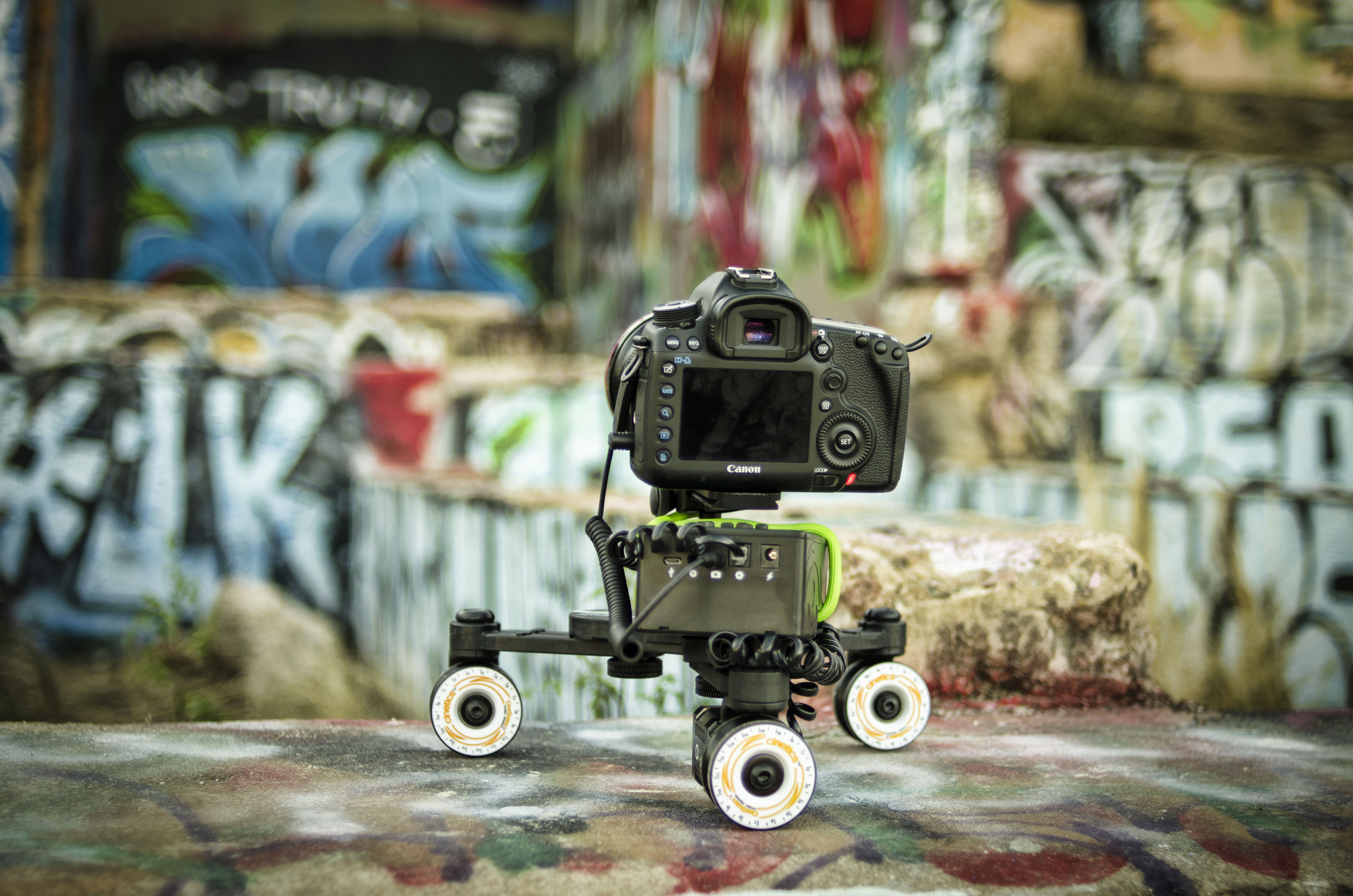
Càmera de control de moviment amb càmera rèflex digital Canon

El Control de moviment fotogràfic (Motion control photography) és una tècnica usada a la fotografia en moviment que permet un precís control del moviment de la càmera. Pot ser utilitzat per tal de facilitar certs efectes especials en fotografia.
El procés pot incloure la gravació de diferents elements fent ús de la mateixa càmera en moviment, i després agrupar aquests elements en una sola imatge. Aquesta tècnica s'usa també en fotografia estàtica; per exemple davant de situacions amb exposicions molt elevades i amb vehicles en moviment. La tecnologia d'avui en dia permet la programació de la càmera en moviment ser processada, com canviar les dimensions d'algun element de la imatge per adaptar-lo al conjunt. Alguns usos freqüents d'aquesta tècnica inclouen gravar en miniatura, siguin compostes o bé component miniatures a través d'elements a escala real. Sovint s'utilitzen altres efectes juntament amb el control de moviment, com ara la clau de croma per ajudar a la composició. Els equips de càmera de control de moviment també s'utilitzen en fotografia fixa amb o sense composició; per exemple en exposicions llargues de vehicles en moviment.
Aquest procés és també utilitzat quan cal una duplicació elements que, per raons físiques, no poden ser duplicats en la realitat. El control de moviment és el mètode primari per caracteritzar diferents casos d'un mateix actor en una sola imatge que requereix moviment de càmera. Per a aquesta tècnica, la càmera normalment grava exactament el mateix moviment a la mateixa localització mentre l'actor fa diferents accions. Una presa en blanc (sense l'actor) és convenient per donar una referencia espacial de l'escena. Això, en llenguatge cinematogràfic corrent s'anomena gravació de “placa”.
En el cinema d'avui dia, la presa de referència és molt útil per la manipulació digital posterior. Una simple duplicació de la presa confina cada “còpia” d'un element en una sola part en la pantalla. Resulta molt més difícil de compondre les imatges quan hi ha elements duplicats que es creuen però, la tecnologia ha agilitzat tot aquest procés. En els films moderns, un tipus de tecnologia similar permet a la càmera gravar el seu propi moviment durant una imatge. D'aquesta manera, aquesta pot ésser duplicada per ordinador en la creació d'imatge generada per ordinador per a la mateixa imatge.

## Història
Els primers intents de controlar el moviment fotogràfic començaren quan John Whitney va liderar algunes tècniques de moviment usant vells ordinadors antiaeris (Kerrison Predictor) connectats amb servos per controlar el moviment dels llums i dels objectius il·luminats. El seu film Catalog (1961) i el del seu germà James Whitney Lapis (1966) van ser ambdós possibles gràcies als avenços aconseguits per John en aquest àmbit. L'any 1968, la pel·lícula 2001: una odissea de l'espai va liderar el control del moviment fotogràfic en dos aspectes. El model fotogràfic del film va ser tractat amb un gran equip mecànic que va fer possible la precisió i la repetició del moviments de càmera.
La primera gran aplicació del control de moviment fotogràfic va efectuar-se amb La Guerra de les Galàxies (1977), en la que es controla digitalment la càmera coneguda com a Dykstraflex; va dur a terme complexos i repetits moviments al voltant dels models de coets espacials. Això va permetre una major complexitat en les seqüències de batalles amb naus espacials, filmats com a elements separats, ja que millora la coordinació i redueix l'índex d'error.
L'augment simultani en el poder i l'assequibilitat de les imatges generades per ordinador, i la capacitat dels especialistes en CGI de duplicar fins i tot moviments de càmera portàtils, inicialment s'havia fet ús d'aquesta tècnica en menys mesura. De totes maneres, els creadors i directors cinematogràfics es van adonar de l'estalvi econòmic que suposava l'ús d'aquesta tècnica, la qual aconsegueix uns efectes molt realistes. El CGI encara lluita per ser 100% realista fotogràficament, i el temps i el cost que suposen les seves gravacions excedeix el cost d'un rodatge de la pròpia acció real.
Amb el ressorgiment del 3D com a mitjà, de control del moviment té un altre rol important a jugar; especialment en la producció dels escenaris i fons. Utilitzant càmeres d'alta resolució, els espais poden ser fàcilment capturats per a un posterior ús amb accions en directe i CGI animació de personatges.